# Michel Salesse
Michel Salesse (3 gennaio 1955) è un ex schermidore francese, vincitore di una medaglia d'oro ed una d'argento nella scherma ai giochi olimpici.